# Лешко Павло Любомирович
Павло Любомирович Лешко (нар. 8 листопада 1987, Кіровоград) — український футболіст, захисник клубу «Ворскла» (Полтава).

## Клубна кар'єра
З 2001 по 2004 рік виступав у ДЮФЛ за львівські «Карпати». Взимку 2006 року потрапив у клуб першої ліги України «Газовик-Скала» зі Стрия. У команді дебютував 26 березня 2006 року в матчі проти львівських «Карпат» (0:2). Усього за команду в сезоні 2005/06 він зіграв у 14 матчах і забив 1 гол (в матчі проти луганської «Зорі»). Влітку 2006 року клуб був розформований і Лешко перейшов у «Княжу», в команді провів один сезон і зіграв також у 14 матчах і забив 1 гол (львівським «Карпатам-2»).
У зимове міжсезоння 2007/08 перейшов у «Коростень» з однойменного міста. У команді він провів 16 матчів у другій лізі і 1 матч у Кубку України. В кінці серпня підписав контракт з дніпродзержинською «Сталлю». У сезоні 2008/09 «Сталь» стала бронзовим призером другої ліги, поступившись лише «Полтаві» і кіровоградській «Зірці». У наступному сезоні клуб дійшов до 1/4 фіналу Кубка української ліги, де поступився «Іллічівцю-2» (0:0 основний час і 2:3 по пенальті). Всього за «Сталь» Лешко провів 60 матчів і забив 5 м'ячів, також провів 3 матчі в Кубку країни.
У січні 2011 року прибув на перегляд у полтавську «Ворсклу» і пізніше підписав дворічний контракт з клубом. У Прем'єр-лізі України дебютував 5 березня 2011 року в домашньому матчі проти харківського «Металіста» (0:0).